# Yone Suzuki
 (juillet 2023).
Yone Suzuki (鈴木よね), née le 15 août 1852 à Osaka et décédée le 6 mai 1938 à Tokyo, était une entrepreneure japonaise, longtemps décrite comme « la femme la plus riche du Japon ».

## Carrière
Après la mort de son mari, Yone Suzuki a hérité de son entreprise, la Suzuki Trading Company (Suzuki Shōten), en faisant confiance au gestionnaire Kaneko Naokichi pour de nombreuses décisions stratégiques. En 1900, elle fit fortune dans investissant dans les secteurs du sucre, de l'immobilier et du camphre. Elle créa une usine de menthe poivrée, acheta la Kobe Steel Works et développa ses activités dans la fabrication de camphre, les raffineries de sucre et les moulins à farine. Elle fonda des usines pour produire de l'huile de poisson et de l'huile de soja, possédait une flotte de navires, et ajouta des succursales du conglomérat Suzuki dans plusieurs pays étrangers, notamment en Europe, en Amérique du Nord, en Australie et ailleurs en Asie.
Elle fut décrite en 1918 comme « la femme la plus riche du Japon » et en 1920 comme « la femme la plus riche du monde ». Cependant, elle fut également décrite comme « l'une des personnes les plus détestées du pays » pour avoir profité des conditions de guerre et pour avoir fait grimper le prix du riz. Elle dut se cacher sous un alias pendant un certain temps pendant les émeutes du riz de 1918, après que des foules en colère eurent incendié le siège de sa société à Kobe.
Le conglomérat Suzuki fut gravement affecté par une crise de change en 1923-1924 et fit finalement faillite lors d'une panique financière en 1927. Le grand tremblement de terre de Kantō en 1923, des dynamiques internes dysfonctionnelles, des pratiques commerciales impopulaires et des rivalités extérieures avec d'autres grands conglomérats japonais (zaibatsu) sont également cités comme des facteurs contribuant à l'effondrement de Suzuki.